# Rudka (gromada w powiecie bielskim)
Rudka – dawna gromada, czyli najmniejsza jednostka podziału terytorialnego Polskiej Rzeczypospolitej Ludowej w latach 1954–1972.
Gromady, z gromadzkimi radami narodowymi (GRN) jako organami władzy najniższego stopnia na wsi, funkcjonowały od reformy reorganizującej administrację wiejską przeprowadzonej jesienią 1954 do momentu ich zniesienia z dniem 1 stycznia 1973, tym samym wypierając organizację gminną w latach 1954–1972.
Gromadę Rudka z siedzibą GRN w Rudce utworzono – jako jedną z 8759 gromad – w powiecie bielskim w woj. białostockim, na mocy uchwały nr 12/V WRN w Białymstoku z dnia 4 października 1954. W skład jednostki weszły obszary dotychczasowych gromad Rudka, Karp, Niemyje Siudy i Niemyje Ząbki ze zniesionej gminy Rudka w tymże powiecie. Dla gromady ustalono 22 członków gromadzkiej rady narodowej.
31 grudnia 1959 do gromady Rudka przyłączono wsie Lubieszcze i Olendy ze zniesionej gromady Lubieszcze.
31 grudnia 1961 do gromady Rudka przyłączono wsie Koce Borowe i Niemyje Stare z gromady Winna-Chroły w powiecie siemiatyckim w tymże województwie.
Gromada przetrwała do końca 1972 roku, czyli do kolejnej reformy gminnej. Z dniem 1 stycznia 1973 roku reaktywowano gminę Rudka.